# كاراكس محدب
كاراكس محدب (الاسم العلمي: Charax gibbosus) هو نوع من الأسماك يتبع جنس الكاراكس من الفصيلة الكاراكسية.